# Guerra civile in Guatemala
La guerra civile in Guatemala fu una guerra civile che venne combattuta dal 1960 fino agli accordi di pace firmati il 29 dicembre 1996 dopo una lunga trattativa durata 4 anni. Il conflitto vide contrapporsi da un lato il governo del Guatemala e dall'altro diversi gruppi di ribelli politicamente orientati a sinistra. Quest'ultimi erano sostenuti dalla popolazione Maya e ladina, le quali formavano insieme la classe povera di contadini. Le forze governative del Guatemala sono state condannate per aver commesso genocidio nei confronti della popolazione Maya e per violazione dei diritti umani verso i civili.
Le elezioni democratiche tenutesi nel 1944 e nel 1951, durante la Rivoluzione del Guatemala, portarono al governo le formazioni della sinistra popolare. Gli Stati Uniti, però, ne rovesciarono l'esito organizzando un Colpo di Stato nel 1954 che portò ad un regime militare retto da Carlos Castillo Armas, al quale seguirono altri dittatori militari. Nel 1970, il Partito Democratico Istituzionale ottenne il successo con le elezioni del colonnello Carlos Manuel Arana Osario e controllò la politica guatemalteca fino al 23 marzo 1982 quando il generale Efraín Ríos Montt, insieme ad un gruppo di giovani ufficiali, ottenne il potere attraverso un golpe militare. Negli anni '70 il diffuso malcontento diede vita a proteste tra la maggior parte della popolazione indigena e tra i contadini i quali, tradizionalmente, soffrivano di forti disparità per quanto riguardava la proprietà terriera. Durante gli anni '80, i militari guatemaltechi assunsero il potere governativo in modo pressoché totale per cinque anni; successivamente si infiltrarono ed eliminarono gli avversari in tutte le istituzioni sociopolitiche del paese, incluse le classi intellettuali, politiche e sociali. Nella fase finale della guerra civile, i militari svilupparono un sistema di controllo parallelo della vita del paese, semi invisibile ma di grande efficacia.
Il conflitto incluse, oltre ai combattimenti tra forze governative e gruppi ribelli, una vasta campagna di violenze nei confronti della popolazione civile; tali azioni furono promosse unilateralmente dal Guatemala a partire da metà anni '60. La repressione governativa incluse, tra le sue vittime, attivisti indigeni, sospetti oppositori del governo, rifugiati di ritorno, studenti e accademici critici, politicanti vicini alla sinistra, sindacalisti, religiosi, giornalisti e bambini di strada. Il Guatemala viene indicato come il primo Stato dell'America Latina ad aver utilizzato la forza per ottenere la sparizione forzata dei suoi oppositori, una tecnica utilizzata precedentemente dai nazisti. Si stima che dal 1966 fino al termine della guerra vi siano state dalla 40 000 alle 50 000 sparizioni. In totale si ritiene che 200 000 civili furono uccisi o “sparirono” durante il conflitto, la maggior parte di questi per mano dei militari, della polizia o dei servizi di sicurezza.
Nel 2009, le Corti del Guatemala hanno condannato Felipe Cusanero per i crimini legati alle sparizioni forzate; questi è divenuto così il primo imputato ad essere stato condannato per tali azioni. A questo procedimento giudiziario è seguito, nel 2013, il processo nei confronti dell'ex presidente Efraín Ríos Montt, accusato di genocidio per l'assassinio e la scomparsa di più di 1 400 indigeni maya dello Ixil durante il suo mandato negli anni 1982 – 83; le accuse di genocidio hanno origine dal rapporto Memoria del Silencio, scritto dalla Commissione per il Chiarimento Storico nominata dall'ONU. Tale organismo ha ritenuto che il genocidio sia stato consumato nella regione del Quiché tra gli anni 1981 – 1983, anche se non ha preso in considerazione i potenziali interessi economici nella regione di Ixcan (situata nella Franja Transversal del Norte) dovuti alla scoperta dei pozzi petroliferi, avvenuta nel 1975. Mont è il primo ex Capo di Stato ad essere processato per genocidio dal sistema giudiziario del suo paese. Il giorno successivo al termine del suo processo è stato riconosciuto colpevole e condannato a 80 anni di carcere; tuttavia, pochi giorni dopo la sentenza è stata cassata dalla Corte costituzionale per anomalie intervenute durante il suo svolgimento e il procedimento è ripartito dall'inizio. Il nuovo processo, fissato per il 23 luglio 2015, è stato sospeso e probabilmente verrà annullato perché la Commissione medica ha giudicato l'ex dittatore mentalmente incapace di sostenerlo.

## Antefatti
Dopo la rivoluzione del 1871, il governo liberale di Justo Rufino Barrios Auyón aumentò la produzione di caffè in Guatemala, un'attività che richiedeva molta manodopera e terreni. Per trovare il personale necessario, Barrios istituì il Regolamento del Colono, il quale costringeva la popolazione nativa a lavorare con stipendi bassi per i proprietari terrieri, i coloni creoli e successivamente tedeschi. Barrios inoltre confiscò la terra comune dei nativi, che era stata protetta durante il dominio spagnolo e il governo conservatore di Rafael Carrera, e la distribuì ai suoi amici liberali, i quali divennero importanti proprietari terrieri.
Alla fine dell'800', gli Stati Uniti cominciarono a realizzare la Dottrina Monroe, allontanando il potere dei coloni europei e stabilendo la loro egemonia sulle risorse e manodopera degli stati Latino americani. I dittatori che guidarono il Guatemala tra la fine dell'800' e gli inizi del 900' furono molto accomodanti nei confronti degli interessi economici e politici statunitensi. A differenza di altre nazioni del Centro America, come Haiti, Nicaragua e Cuba, gli USA non utilizzarono la forza militare per mantenere il dominio in Guatemala. Le forze armate e la polizia guatemalteca lavorarono a stretto contatto con i militari statunitensi e il Dipartimento di Stato per assicurare gli interessi americani. Il governo del Guatemala esentò dalle tasse molte corporazioni americane, in particolare la United Fruit Company. Inoltre, privatizzò e vendette molte compagnie di servizi pubblici e alienò vaste porzioni di terreni pubblici.

### Struttura della Società
Nel 1920 il principe Guglielmo di Svezia visitò il Guatemala e descrisse la società del paese e il governo di Estrada Cabrera nel suo libro In mezzo due continenti, note da un viaggio in America centrale, 1920. Il principe spiegò le dinamiche della società guatemalteca sottolineando, in particolare, come nonostante lo Stato si autodefinisse una Repubblica si avevano tre classi ben definite:
1 Creoli: una minoranza le cui origini derivavano da antiche famiglie spagnole che conquistarono l'America centrale, dal 1920 era presente in entrambi gli schieramenti politici. Dal 1920 i creoli si erano mischiati con gli stranieri e con la forte maggioranza che possiede sangue indiano. Guidavano il paese sia dal punto di vista politico che culturale in virtù della loro educazione, la quale risultava bassa per gli standard europei, ma era profondamente superiore rispetto al resto della popolazione; in parte perché solo i creoli erano accettati nei principali partiti politici ed inoltre perché le loro famiglie controllavano e, per buona parte, possedevano le zone coltivate del paese;
2 Ladinos: classe media, nasceva dall'incrocio di nativi, neri e creoli. Nel 1920 quasi non avevano potere politico, la grande maggioranza erano artigiani, negozianti commercianti e funzionari minori. Nelle zone orientali del paese erano lavoratori agricoli;
3 Indiani: la maggioranza era formata da nativi. Solitamente poco alfabetizzati, avevano fornito ottimi soldati per l'esercito. In virtù della loro scarsa inclinazione all'attività politica indipendente e del loro rispetto verso il governo e la burocrazia raggiunsero spesso, come soldati, posizioni di fiducia. Gli indiani fornivano anche la componente principale della forza lavoro in agricoltura. Al loro interno era possibile distinguere tre categorie:
1 "Mozos colonos": impiegati nelle piantagioni, al ritorno da quest'ultime veniva loro affidato una piccola porzione di terreno da coltivare per conto proprio per diversi mesi all'anno;
2 "Mozos jornaleros": impiegati in alcuni mesi dell'anno come lavoratori giornalieri, ricevevano un magro salario;
In teoria ogni "mozo" poteva disporre del proprio lavoro come voleva, ma erano legati ai proprietari da vincoli di tipo economico. Non potevano andarsene fino a quando non avevano finito di pagare il loro debito con i proprietari, dei quali erano vittime. Essi li inducevano a contrarre dei debiti, sfruttando il loro potere di rilasciare crediti o concedere prestiti. Se un mozos fuggiva, il proprietario poteva farlo perseguitare e arrestare dalle autorità e tutti i costi processuali andavano ad aumentare il suo debito. Nel caso in cui il mozo si fosse rifiutato di lavorare, poteva essere arrestato sul momento. In ultimo, I salari erano estremamente bassi. Il lavoro era contrattualizzato, ma ogni mozo partiva con un grosso debito, il normale acconto per l'assunzione. I mozo divenivano così servi del proprietario.
4. Coltivatori indipendenti: situati nelle province più remote, vivevano della coltivazione di mais, frumento o fagioli, sufficiente a soddisfare i loro bisogni. Una piccola parte del raccolto era venduta nei mercati delle città, spesso dopo averlo trasportato sulla schiena per venticinque miglia al giorno

### Il regime di Jorge Ubico

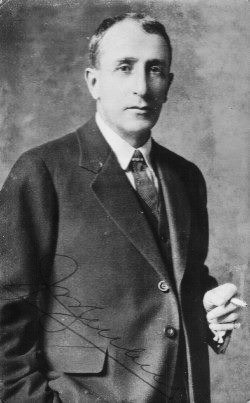
1930:il Presidente Jorge Ubico in abiti civili

Nel 1931, il generale dittatore Jorge Ubico salì al potere sostenuto dagli Stati Uniti. Mentre si dimostrò un eccellente amministratore, instaurò uno dei più brutali e repressivi regimi militari della storia del centro America. Come aveva già fatto Estrada Cabrera durante il suo governo, Ubico creò un capillare sistema di spie e informatori e politici dell'opposizione furono torturati e uccisi. Ricco aristocratico (con un reddito di 215 000 dollari annui negli anni '30) e convinto anti-comunista, Ubico sostenne sempre la United Fruit Company, i latifondisti guatemaltechi e le élite urbane nelle dispute con i lavoratori. Dopo il fallimento della New York Stock Exchange nel 1929, il sistema lavorativo instaurato da Barrios nel 1875 per aumentare la produzione del caffè cominciò a vacillare. Ubico fu costretto a sostenere un sistema di schiavitù del debito e lavoro forzato, rassicurando che c'era abbastanza lavoro nelle piantagioni di caffè e che i lavoratori della UFCO erano prontamente disponibili. Promosse delle leggi che permettevano ai proprietari terrieri di imporre il lavoro come “misura disciplinare”. Inoltre, egli venne identificato come un “fascista”; ammirava Mussolini, Franco e Hitler, arrivando ad affermare: “Io sono come Hitler. Prima agisco e dopo pongo le domande”. Ubico disprezzava la popolazione indigena, li indicava “come animali” e decise che, per cominciare a “civilizzarli", per loro era necessario l'addestramento militare obbligatorio, comparandolo all'addomesticamento degli asini. Centinaia di migliaia di ettari di terreno furono consegnati alla United Fruit Company, esentadoli dalle tasse nel Tiquisate e permise ai militari americani di stabilire basi in Guatemala. Ubico considerava se stesso come “un altro Napoleone”; si vestiva in modo appariscente e si circondava di statue e dipinti dell’imperatore, sottolineando regolarmente le similitudini tra la sua figura e quella del sovrano francese. Il Presidente guatemalteco militarizzò molte istituzioni politiche e sociali (inclusi l’ufficio postale, scuole e orchestre sinfoniche) e pose a capo di diverse cariche governative degli ufficiali militari. Ubico viaggiava spesso lungo il paese, compiendo delle “ispezioni” in uniforme, accompagnato da: una scorta militare, una stazione radio mobile, un biografo ufficiale e membri del governo
Dopo 14 anni, nel 1944, le politiche repressive e l'atteggiamento arrogante di Ubico portarono a forme di disubbidienza pacifica da parte della classe media intellettuale, dei professionisti e dei giovani ufficiali delle forze armate. Il 1º luglio 1944, Ubico rassegnò le proprie dimissioni dall'incarico tra lo sciopero generale e proteste di carattere nazionale. L'ex presidente aveva progettato di cedere il potere all'ex direttore della polizia, il generale Roderico Anzueto, convinto che sarebbe stato in grado di controllarlo. I suoi consiglieri però sottolinearono che le simpatie filo naziste di Anzueto lo avevano reso impopolare e perciò non sarebbe stato in grado di controllare i militari. Così Ubico decise di istituire un triumvirato formato dal maggior generale Bueneventura Piñeda, maggior generale Eduardo Villagrán Ariza e il generale Federico Ponce Vaides. I tre generali promisero di convocare l'assemblea nazionale per eleggere il presidente provvisorio, ma quando il 3 luglio venne riunito il congresso, i soldati misero tutti sotto tiro e imposero di votare per il generale Ponce, anziché per il candidato della popolazione civile, il dottor Ramón Calderón. Ponce, il quale si era già congedato dall'esercito a causa del suo alcolismo, ricevette gli ordini da Ubico e prese con sé molti degli ufficiali che aveva lavorato nell'amministrazione di Ubico. Le politiche repressive di Ubico continuarono.
I gruppi dell'opposizione cominciarono nuovamente ad organizzarsi, stavolta insieme a diversi leader politici e militari che ritenevano il regime di Ponce incostituzionale. Tra i militari presenti nelle file dell'opposizione figuravano Jacobo Árbenz e il maggiore Francisco Javier Arana. Árbenz era stato escluso da Ubico dal suo posto di insegnante alla Escuela Politécnica e da quando viveva a El salvador, organizzava un gruppo di rivoluzionari in esilio. Il 19 ottobre 1944, un piccolo gruppo di soldati e studenti guidati da Árbenz e Arana attaccò il Palazzo Nazionale in quella che, più tardi, divenne nota come la Rivoluzione d'Ottobre. Ponce venne deposto e avviato all'esilio mentre Árbenz, Arana e un avvocato chiamato Jorge Toriello formarono una giunta militare; insieme dichiararono che entro la fine dell'anno si sarebbero tenute elezioni democratiche.
Le elezioni si tennero nell'inverno del 1944 e furono vinte da Juan José Arévalo, un professore che durante il governo del generale Lázaro Chacón aveva insegnato in Argentina grazie alle sue ottime doti di insegnante. Arévalo rimase in sud America per pochi anni, lavorando come docente universitario in diversi paesi. Tornato in Guatemala nei primi anni del regime di Jorge Ubico, i suoi colleghi gli chiesero di preparare un progetto, da presentare al Presidente, per la creazione della Facoltà di Umanesimo all'Università nazionale; progetto al quale Ubico era profondamente contrario. Compresa la natura dittatoriale di Ubico, Arévalo lasciò il Guatemala e fece ritorno in Argentina. Arévalo tornò in Guatemala dopo la Rivoluzione del 1944 e corse alle elezioni con una coalizione di sinistra denominata Partido Acción Revolucionaria (Partito di Azione Rivoluzionaria, abbreviato in PAR). La coalizione vinse con l'85 % dei voti in elezioni che furono considerate libere ed eque. Arévalo portò avanti diverse riforme sociali, tra le quali l'aumento del salario minimo, l'aumento dei fondi destinati all'istruzione, l'estensione del suffragio (ne furono escluse le donne analfabete) e riforme in campo lavorativo. Molti di queste modifiche, però, portarono dei benefici alla sola classe medio-alta, mentre non furono molti significative per i contadini e gli operai agricoli, i quali rappresentavano la maggioranza della popolazione. Sebbene queste riforme non furono particolarmente radicali, esse scontentarono profondamente il Governo degli Stati Uniti, la Chiesa cattolica, i possidenti terrieri, le compagnie come la United Fruit Company e gli ufficiali militari che vedevano il loro governo come inefficiente, corrotto e fortemente influenzato dai comunisti. Durante il mandato presidenziale si contarono almeno Al 25 tentativi di golpe, la maggior parte guidati da ricchi ufficiali militari.
Nel 1944, i rivoluzionari di ottobre presero il controllo del governo. Portarono avanti delle riforme economiche liberali, rafforzando i diritti civili e del lavoro della classe lavoratrice e dei contadini. Un gruppo di studenti di sinistra, professionisti e liberal-democratici svilupparono una coalizione di governo guidata da Juan José Arévalo e Jacobo Arbenz Guzmán. Nel 1950 venne approvato il Decreto 900, la norma imponeva la redistribuzione delle vaste aree di terra incolta, in questo modo gli interessi dei grandi proprietari terrieri e della United Fruit Company furono minacciti.
Visti i forti legami tra la UFCO e l'amministrazione Eisenhower (i fratelli John Foster Dulles e Allen Dulles, rispettivamente Segretario di Stato USA e Direttore della CIA, erano nel CDA della Compagnia), il governo statunitense ordinò alla CIA di avviare l'Operazione PBFORTUNE e di fermare quella che era, secondo il Dipartimento di Stato e la CIA, la “rivolta comunista” del Guatemala. La CIA scelse un esponente della destra, il Colonnello dell’esercito Carlos Castillo Armas, per guidare un’insurrezione nel colpo di Stato del 1954. Dopo la deposizione del governo di Árbenz Guzmán, il colonnello Armas cominciò ad annullare un decennio di riforme legislative, sociali ed economiche, furono vietate le unioni dei lavoratori e i partiti della sinistra. Inoltre, tutte le terre confiscate ai latifondisti e alla Unted Fruit Compony furono riconsegnate.
Seguirono una serie di golpe militari con elezioni-farsa nelle quali venivano eletti solo personalità del mondo militare. L’aggravamento della povertà generale, la repressione politica, l’aumento delle disparità socio-economiche e il razzismo verso le popolazioni indigene, come i maya, determinarono lo scoppio della guerra civile. La popolazione indigena non possedeva terreni, nonostante rappresentasse più della metà della popolazione guatemalteca, in quanto ne fu espropriata già dai tempi di Justo Rufino Barrios. La maggior parte della terra era controllata, dopo la riforma liberale del 1871, dalla oligarchia dei proprietari terrieri, generalmente di provenienza spagnola o immigrata da altri stati europei, anche se spesso avevano antenati di origine meticcia.

## Fasi iniziali della guerra civile: anni '60 e primi anni '70
Il 13 novembre 1960, un gruppo di giovani ufficiali militari, vicini alla sinistra, della accademia militare Escuela Politécnica guidò una rivolta, poi fallita, contro il governo (1958-63) del generale Miguel Ydígoras Fuentes, il quale aveva usurpato il potere nel 1958, dopo l’assassinio del colonnello Carlos Castillo Armas. Gli ufficiali sopravvissuti si ritirarono sulle alture nella Guatemala est e successivamente stabilirono dei contatti con il governo cubano di Fidel Castro. Nel 1962, gli ufficiali scampati costituirono un movimento ribelle denominato MR-13 (Movimiento Revolucionario 13 Noviembre), il nome faceva riferimento alla data della rivolta degli ufficiali. Durante le prime fasi del conflitto, il MR-13 era una delle componenti principali della ribellione in Guatemala.
Il MR 13, successivamente, prese contatti con il gruppo clandestino PGT (Partito Guatemalteco del Lavoro, composto e guidato dalla classe media di intellettuali e studenti) e con un'organizzazione studentesca detta Movimiento 12 de Abril (Movimento 12 aprile). Questi gruppi si unirono in una coalizione di guerriglieri nel dicembre 1962 che prese il nome di Forze armate ribelli (FAR). Affiliato alle FAR era anche il FGEI (Edgar Ibarra Guerrilla Front). MR-13, PGT e FGEI agivano in tre distinte aree del paese, le frentes (fronti); il MR-13 si stabilì nei dipartimenti di Izabal e Zacapa a maggioranza ladina, il FGEI agiva nella Sierra de Las Minas e il PGT operava come nel fronte della guerriglia urbana. Ognuno di questi tre frentes, che non comprendevano più di 500 persone, era guidato da un ex leader della rivolta armate del 1960 ed era stato addestrato alla controguerriglia dagli Stati Uniti.

### Intelligence americana e la controguerriglia sostenuta dal governo
Nel 1964 e nel 1965, le forze armate guatemalteche cominciarono ad attuare azioni di controguerriglia nelle zone est del paese nei confronti del gruppo MR-13. Nel febbraio e nel marzo 1964, l'aeronautica militare pose in essere una serie di bombardamenti mirati contro le basi del MR-13 a Izabal; a questi seguirono nel settembre-ottobre 1965 dei rastrellamenti nella vicina provincia di Zacapa, tali azioni erano conosciute con il nome in codice di Operazione Falcon. Queste operazioni furono accompagnate da un maggiore sostegno americano. Agli inizi del 1965, il governo statunitense inviò consiglieri dei Berretti verdi e della CIA per addestrare i militari guatemaltechi alla controguerriglia.
Inoltre, consiglieri della polizia americana e della pubblica sicurezza furono inviati nel paese per riorganizzare le strutture per la sicurezza urbana. Per rispondere all'aumento delle azioni dei ribelli nella capitale, nel giugno 1965 venne istituita una squadra speciale della Polizia nazionale denominata Commando Seis (Commando sei) per gestire gli assalti della guerriglia cittadina. Il Commando Sei ricevette un addestramento speciale dal US Public Safety Program, nonché armi e finanziamenti dai consiglieri della Pubblica sicurezza americana. Nel novembre 1965, il consigliere americano della Pubblica sicurezza John Longan arrivò in Guatemala, dopo aver lasciato temporaneamente il suo incarico in Venezuela; insieme ad alti ufficiali delle forze armate e della polizia avrebbero redatto un programma di contrasto alla guerriglia urbana. Con l'assistenza di Longan, i militari del Guatemala lanciarono l’Operazione Limpieza (Operazione Pulizia), un programma di controguerriglia urbana sotto il comando del colonnello Rafael Arriaga Bosque. Tutte le attività dei principali corpi di sicurezza del paese (incluso l'esercito, la polizia giudiziaria e la polizia nazionale) furono coordinate in operazioni antiguerriglia, sia occulte che non. Sotto la direzione di Arriaga le forze di sicurezza cominciarono a rapire, torturare ed uccidere i membri principali del PGT.
Attraverso i finanziamenti e il supporto dei consiglieri americani, il Presidente Enrique Peralta Azurdia istituì un'Agenzia di Intelligence presidenziale nel Palazzo nazionale. Attraverso una banca dati conosciuta come il Centro Regionale delle Telecomunicazioni o ‘'La Regional'’ esisteva un collegamento tra la Polizia nazionale, la Guardia della tesoreria, la Polizia giudiziaria, la sede presidenziale e il centro di comunicazioni delle forze armate mediate frequenze VHF-FM. La regional, inoltre, serviva per schedare i nomi di sospetti ‘'eversivi'’ e aveva la sua intelligence e la sua unità operativa conosciuta come la Policía Regional. Questo sistema venne costruito dal Comitato contro il Comunismo, quest'ultimo creato dalla CIA dopo il golpe del 1954.

### Crescita del terrorismo di Stato
Il 3 ed il 5 marzo 1966, il G-2 (l'intelligence militare) e la Polizia giudiziaria effettuarono un raid in tre case a Città del Guatemala e catturarono 28 tra sindacalisti e membri del PGT. Tra gli arrestati figuravano la maggior parte dei componenti del Comitato centrale del PGT e il leader della federazione dei contadini Leonardo Castillo Flores. Tutti successivamente “scomparirono” mentre erano tenuti in custodia dalle forze di sicurezza e nei mesi successivi vennero conosciuti tramite la stampa guatemalteca come “i 28”. A questo incidente seguì un inspiegabile aumento delle scomparse e degli omicidi a Città del Guatemala e nelle zone di campagna, come riportato dalla stampa. Quando la censura per un certo periodo venne alleggerita, la stampa e l'Associazione degli Studenti Universitari (Association of University Students - AEU) si recò nella zona militare di Zacapa-Izabal per indagare sul caso “dei 28” e degli altri scomparsi. Tramite il suo ufficio legale, l'AEU fece pressioni per ottenere un Habeas corpus a nome delle persone scomparse. Il governo negò ogni coinvolgimento negli omicidi e nelle sparizioni. Il 16 luglio 1966, l'AEU pubblicò un rapporto dettagliato sugli abusi compiuto negli ultimi mesi del regime di Peralta, comparivano i nomi di 35 persone coinvolte nelle uccisioni e nelle sparizioni, tra i quali membri e commissari della Polizia militare ambulante in coordinamento con il G-2. Dopo la pubblicazione del rapporto, gli attacchi compiuti dagli squadroni della morte contro l'AEU all'Università di San Carlos cominciarono ad intensificarsi. Molti studenti di legge e membri dell'AEU furono assassinati.
L'utilizzo di tattiche del genere aumentò drammaticamente con l'arrivo del Presidente Julio César Méndez Montenegro il quale, nel tentativo di calmare e di assicurarsi l'appoggio dei militari, diede loro “carta bianca” e la possibilità di prendere “ogni misura necessaria” per pacificare il paese. I militari di conseguenza predisposero, in modo autonomo dal Presidente, un programma di controinsurrezione e nominarono il viceministro della Difesa, il colonnello Manuel Francisco Sosa Avila, come principale “coordinatore della controinsurrezione”. Inoltre, lo Stato maggiore dell'esercito e il Ministro della Difesa presero il controllo della Agenzia di intelligence presidenziale, la quale controllava La Regional, e la rinominarono Servicio de Seguridad Nacional de Guatemala (SSNG).
In città e nelle campagne, le persone sospettate di aver simpatia per le forze di sinistra cominciarono a scomparire o a ricomparire morte. Nelle campagne molte delle sparizioni e degli assassini furono compiute da pattuglie in uniforme conosciute come PMA o commissari militari; mentre nelle città i rapimenti e le sparizioni erano effettuate da persone in abiti civili pesantemente armate che agivano al di fuori dell'esercito e dei posti di polizia. Esercito e polizia negarono ogni responsabilità e accusavano gruppi di paramilitari di estrema destra che avrebbero agito in modo autonomo dal governo.
In questo periodo una delle più famose squadre della morte era la MANO, anche conosciuto come la Mano Blanca; inizialmente composta dal MLN nel giugno 1966 come gruppo paramilitare per impedire che il Presidente Méndez Montenegro assumesse il suo incarico, successivamente i militari ne presero il controllo e venne incorporata nei gruppi anti-terrorismo. La MANO, che quale divenne l'unica squadra della morte creata in modo autonomo rispetto al governo, aveva molti militari tra i suoi membri e riceveva molti fondi da ricchi possidenti terrieri. La MANO inoltre riceveva informazioni dall'intelligence militare attraverso La Regional, mediante la quale era in contatto con lo Stato Maggiore dell'Esercito e tutte le principali forze di sicurezza.
I primi volantini della MANO apparvero il 3 giugno 1966 a Città del Guatemala, annunciando l'imminente creazione della Mano blanca o della “mano che eradicherà i rinnegati della nazione e traditori della patria”. Nell'agosto 1966 i volantini della MANO furono distribuiti nella capitale attraverso un aeromobile proveniente dalla base di La Aurora. Il loro messaggio principale era che tutti i cittadini patrioti dovevano assolutamente sostenere le azioni di contrasto ai ribelli e che l'esercito era “l'istituzione più importante ad ogni latitudine, rappresentante dell'’Autorità, dell'Ordine e del Rispetto” e “ogni attacco, disaccordo o desiderio di distruzione nei suoi confronti è, in modo indiscutibile, tradimento della madrepatria”.

### Contrasto al terrorismo nello Zacapa
In seguito all'aumento degli aiuti da parte degli Stati Uniti, i 5 000 uomini dell'esercito guatemalteco intrapresero un grande sforzo di pacificazione nei dipartimenti dello Zacapa e di Izabal nell'ottobre 1966; l'azione venne soprannominata “Operazione Guatemala”. Il colonnello Carlos Arana Osorio venne nominato comandante della “Zona militare Zacapa-Izabal”, mentre il colonnello German Chupina Barahona venne posto a capo dell'intelligence. Come comandante della “Zona militare Zacapa-Izabal”, Arana si occupò del programma antiterrorismo insieme alla guida e all'addestramento da parte di 1000 Berretti verdi americani. Sotto la guida di Arana, gli strateghi militari armarono e organizzarono diversi gruppi paramilitari di squadre della morte per sostenere l'esercito regolare e le unità di polizia nelle operazioni clandestine contro i civili che aiutavano il FAR. Personale, armi, fondi e istruzioni operative per tali gruppi provenivano dalla forze armate. Le squadre della morte agivano impunemente, il governo permise loro di uccidere ogni civile sospettato di essere un ribelle o di aiutare i ribelli. I membri civili di queste squadre paramilitari erano soprattutto fanatici di estrema destra legati al MLN, guidato e fondato da Mario Sandoval Alarcón, uno dei partecipanti al golpe del 1954. Nel 1967, l'esercito guatemalteco affermò di avere 1 800 paramilitari sotto il suo controllo diretto.
Vennero compilate delle liste di sospetti collaboratori dei guerriglieri e con tendenze comunista, i quali venivano sistematicamente arrestati dalle truppe regolari e dai paramilitari che si muovevano nello Zacapa. I prigionieri venivano uccisi sul posto o “scomparivano” dopo essere stati trattenuti in campi di detenzione per gli interrogatori. Nel 1976, un resoconto di Amnesty international stimava che fino a 8 000 contadini furono uccisi nello Zacapa dall'esercito e dai gruppi paramilitari, tra l'ottobre 1966 e il marzo 1968. Altre stime parlano di 15 000 morti durante il periodo di Mendez. Il colonnello Arana Osorio ottenne il soprannome di Macellaio dello Zacapa per la sua brutalità.

### Stato di assedio

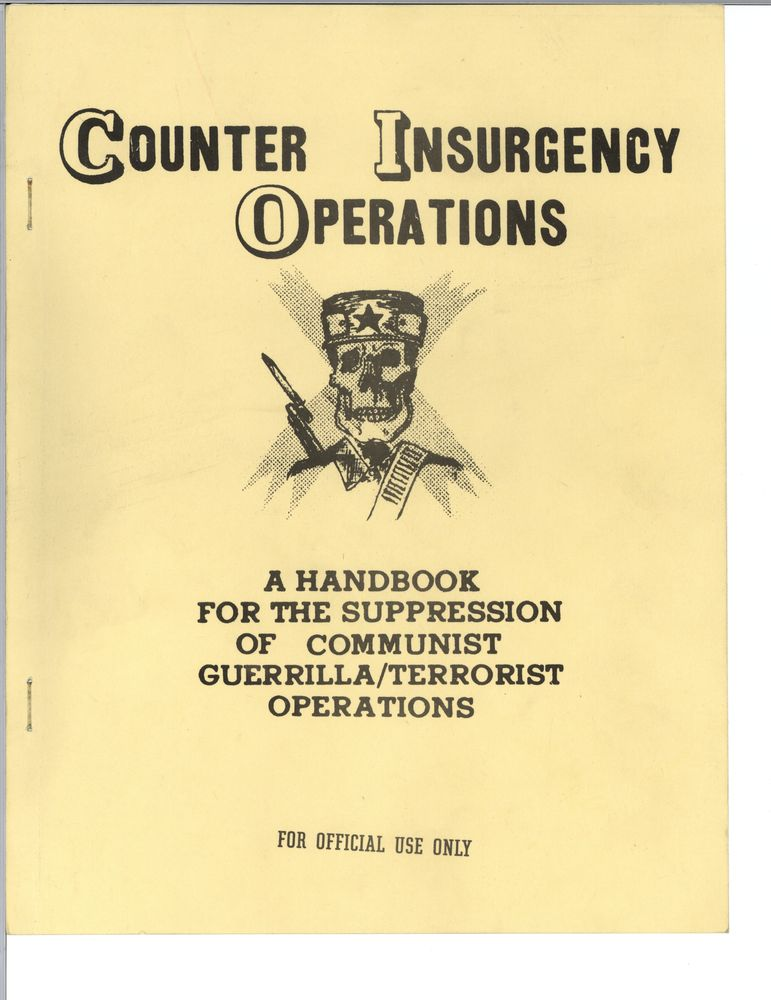
Manuale statunitense per la controguerriglia

Il 2 novembre 1966 venne dichiarato, a livello nazionale, lo "Stato di assedio", in virtù del quale i diritti civili, compreso il diritto al Habeas corpus, furono sospesi. Tutte le forze della sicurezza, incluse la polizia locale e le guardie private, vennero poste agli ordini del ministro della difesa, il colonnello Rafael Arriaga Bosque. Alla stampa vennero imposte delle censure sugli argomenti riguardanti tali misure, come vennero censurate anche quelle stabilite per mantenere totalmente segreta la campagna in corso nello Zacapa. Questi controlli assicurarono che gli unici rapporti ad essere pubblicati, riguardanti le operazioni antiterrorismo nello Zacapa, erano quelli rilasciati dall'esercito. Inoltre, nel giorno in cui venne dichiarato lo Stato di assedio, venne emanata una direttiva che vietava la pubblicazione di notizie di arresti senza l'autorizzazione delle autorità militari
Nel periodo della campagna nello Zacapa, il governo lanciò un'operazione antiterrorismo parallela nelle città. Tale nuova iniziativa nasceva anche da una progressiva militarizzazione delle forze di polizia e dalla creazione di diverse unità nell'esercito e nella Polizia nazionale con funzioni di anti-terrorismo, in particolare per compiere azioni extra-legali contro gli oppositori dello Stato. La Polizia nazionale venne successivamente trasformata in una componente aggiuntiva dei militari e agì in prima linea nelle città, secondo nei programmi governativi volti a contrastare le forze di sinistra.
Nel gennaio 1967, l'Esercito guatemalteco creò la 'Special Commando Unit of the Guatemalan Army' (SCUGA), un gruppo composto da 35 persone, tra ufficiali anti-comunisti e civili vicini alla Destra, che venne posto agli ordini del colonnello Máximo Zepeda. La SCUGA, indicata dalla CIA come: “un'organizzazione terroristica sponsorizzata dal governo…usata soprattutto per rapimenti e omicidi politici”, portò avanti sequestri, attentati dinamitardi, omicidi per le strade, torture, “sparizioni” ed esecuzioni sommarie di comunisti e sospetti tali. La SCUGA, inoltre, lavorò insieme alla Mano blanca per un certo periodo, fino a quando non emersero delle rivalità tra le agenzie. Nel marzo 1976, dopo la nomina del colonnello Francisco Avila a direttore generale della Polizia Nazionale, venne creata un'unità speciale anti-guerriglia, della stessa polizia, conosciuta come il Quarto corpo per compiere operazioni illegali insieme alla SCUGA. Il quarto corpo era uno squadrone della morte che agiva segretamente rispetto agli altri membri della polizia nazionale, ricevendo gli ordini direttamente dal colonnello Sosa e dal colonnello Arriaga.
Le operazioni dalla SCUGA e dal Quarto corpo erano, solitamente, portate avanti sotto le sembianze di gruppi paramilitari come RAYO, NOA, CADEG ed altri. Nel 1967, almeno venti squadre della morte agivano a Città del Guatemala, in cui erano state compilate delle liste nere di presunti comunisti destinati ad essere uccisi. Queste liste venivano spesso pubblicate con foto segnaletiche della polizia e del passaporto, elementi che erano nella disponibilità del solo ministero dell'interno. Nel 1968 un libretto intitolato Persone del Guatemala conosciute come traditori, guerriglieri del MAR, contenente 85 nom,i venne distribuito nel paese. Molte delle persone indicate furono uccise o costrette a fuggire. Minacce di morte e avvertimenti erano spediti sia da singoli che da gruppi; ad esempio lo squadrone CADEG spedì al sindacato FECETRAG un foglio in cui vi era scritto: “La vostra ora è giunta. Comunisti al servizio di Fidel Castro, Russia e Cina comunista. Avete fino all'ultimo giorno di marzo per lasciare il paese” Gabriel Aguilera, El Proceso del Terror en Guatemala, September 1970. Le vittime della repressione governativa nella capitale includevano simpatizzanti della guerriglia, leader dei sindacati, intellettuali, studenti ed altri indicati genericamente come “nemici del governo”. Alcuni osservatori indicarono la politica del governo come terrore bianco, una locuzione utilizzata per descrivere periodi simili, con uccisioni di massa da parte di anti-comunisti, in paesi come Spagna e Taiwan.
Alla fine del 1967, il programma di contrasto alla ribellione aveva portato alla virtuale sconfitta del movimento FAR nello Zacapa, nello Izabal e la ritirata di molti suoi membri dalla capitale. Il Presidente Mendez Montenegro nel 1967 affermò, nel suo annuale messaggio al Congresso, che l'insurrezione era stata sconfitta. Nonostante la sconfitta, però, le uccisioni da parte del governo continuavano. Nel dicembre 1967, la ventiseienne Rogelia Cruz Martinez, ex-miss Guatemala nel 1959, conosciuta per le sue simpatie di sinistra, venne rapita e trovata morta. Sul suo corpo erano presenti segni di tortura, stupro e mutilazione. Il 16 gennaio 1968 tra le proteste per l'omicidio, il FAR aprì il fuoco contro una vettura di consiglieri militari statunitensi. Il colonnello John. D. Webber, capo della missione americana in Guatemala, e il tenente di marina Ernest A. Munro morirono nell'attacco, altri due furono feriti. Il FAR rilasciò una dichiarazione affermando che le uccisioni erano una rappresaglia contro gli americani per aver creato “forze da genocidio” che hanno “determinato la morte di circa 4 000 guatemaltechi” nei due anni precedenti.

### Il rapimento dell'Arcivescovo Casariego
Il 16 marzo 1968, un gruppo di sequestratori rapì l'Arcivescovo cattolico Mario Casariego y Acevedo a circa 100 iarde dal Palazzo Nazionale, in presenza poliziotti e soldati pesantemente armati. I rapitori, probabilmente agenti dei servizi di sicurezza agli ordini di alti comandanti dell'esercito, volevano dissimulare l'azione attribuendola ai ribelli; il vescovo era conosciuto per le sue visioni estremamente conservatrici e si ipotizzò che egli avesse organizzato un “auto-rapimento” per danneggiare la reputazione dei ribelli. In ogni caso, l'Arcivescovo respinse lo schema dei suoi rapitori, ossia “creare una crisi nazionale attraverso la quale appellarsi all'anticomunismo della popolazione cattolica”. Il vescovo venne rilasciato dopo quattro giorni di detenzione. Nel periodo successivo all'incidente, due civili coinvolti nell'operazione, Raul Estuardo Lorenzana e Ines Mufio Padilla, furono arrestati e portati via da una camionetta della polizia. Durante il tragitto, l'auto venne fermata, gli ufficiali di polizia uscirono e spararono verso la stessa. Un reporter disse che nel corpo di Lorenzana furono trovati 27 proiettili e in quello di Padilla 22. I membri della polizia uscirono illesi dall'assassinio. Raul Lorenzana era conosciuto come un frontman della squadra della morte MANO, aveva lavorato per il generale dell'esercito Cuartel de Matamoros e in un covo segreto del governo alla base aerea di La Aurora. L'esercito non uscì indenne dallo scandalo e tre suoi alti esponenti furono allontanati; il ministro della difesa Rafael Arriaga Bosque venne inviato a Miami in Florida come consulente, il vice-ministro della difesa e direttore generale della polizia, il colonnello Francisco Sosa Avila, divenne addetto militare in Spagna e il colonnello Arana Osorio venne inviato come Ambasciatore in Nicaragua, all'epoca guidata da Somoza. Gli omicidi politici delle squadre della morte diminuirono quando, nei mesi successivi, lo “Stato di assedio” venne ridotto a “Stato di allarme” il 24 giugno 1968.

### L'assassinio dell'Ambasciatore John Gordon Mein e del Conte Karl Von Spreti
Nel periodo successivo al “rapimento” dell'Arcivescovo Casariego le violenze politiche diminuirono: tale fase ebbe fine alcuni mesi dopo. Il 28 agosto 1968, l'Ambasciatore americano John Gordon Mein venne assassinato dai ribelli delle FAR a un isolato di distanza dal Consolato USA in Avenida Reforma nella capitale. Gli ufficiali statunitensi pensavano che le FAR volessero rapirlo per condurre successivamente un negoziato, ma i ribelli lo freddarono quando tentò la fuga. Alcune fonti affermavano che i vertici militari del Guatemala fossero coinvolti nell'assassinio dell'Ambasciatore Mein. Questa versione venne sostenuta anni dopo da un investigatore americano che citava Jorge Zimeri Saffie, considerato ex guardia del corpo del colonnello Arana Osorio aveva lasciato il Paese nel 1976 per riparare negli Stati Uniti e venne arresto nel 1977 per contrabbando di armi. La polizia del Guatemala dichiarò di aver risolto il caso quasi immediatamente, annunciando di aver individuato un sospetto lo stesso giorno. Il sospettato era “Michele Firk, un socialista francese che aveva noleggiato l'auto per rapire Mein”; questi si sparò quando la polizia venne ad interrogarlo. Nel suo diario scrisse: 
L'assassinio dell'Ambasciatore Mein portò la popolazione a chiedere ai militari misure più repressive contro i ribelli e un maggior aiuto da parte degli americani. Seguì una nuova ondata di omicidi di membri dell'opposizione da parte delle squadre della morte, sotto la guida del nuovo ministro della difesa colonnello Rolando Chinchilla Aguilar e del Capo di Stato maggiore dell'esercito colonnello Doroteo Reyes, entrambi ottennero il grado di “generale” nel settembre 1968.
Il 31 marzo 1970, l'Ambasciatore della Germania ovest, il conte Karl Von Spreti, venne rapito da uomini appartenenti al FAR i quali intercettarono la sua auto. Successivamente il FAR chiese 700 000 dollari di riscatto il rilascio di 17 prigionieri politici (i quali divennero 25). Il governo di Mendez rifiutò di collaborare con il FAR provocando l'indignazione della comunità diplomatica e del governo federale tedesco. Dieci giorni dopo, il 9 aprile 1970, Von Spreti venne ritrovato morto dopo che una telefonata anonima indicò il punto dove recuperare i suoi resti.

### Il dominio dei governanti militari
Nel luglio 1970, il colonnello Carlos Arana Osorio divenne Presidente. Arana, con un passato nell'esercito, rappresentava un alleato del MLN (i fondatori della Squadra della morte MANO) e del Partito Democratico Istituzionale. Arana era il primo di una serie di governanti militari, alleati con il Partito Democratico Istituzionale, che controllarono i politici guatemaltechi negli anni '70-'80 (il suo predecessore, Julio César Méndez era un civile ed era controllato dai militari). Il colonnello Arana, il quale aveva ricevuto il compito di portare avanti la campagna di terrore nello Zacapa, era radicalmente anti-comunista, in un'occasione aveva affermato che se fosse stato necessario trasformare il paese in un cimitero per pacificarlo, non avrebbe esitato a farlo.
Nonostante il numero delle azioni dei ribelli fosse basso in quel periodo, Arana annunciò un altro Stato di assedio il 13 novembre 1970 e impose il coprifuoco dalle 21 alle 5 del mattino; in quelle ore tutto il traffico, fosse esso pedonale o veicolare, era vietato in tutto il territorio nazionale, il divieto comprendeva anche ambulanze, vigili del fuoco, infermieri e personale medico. Lo Stato di assedio venne accompagnato da una serie di perquisizioni casa per casa durante le quali si registrarono 1 600 arresti nella capitale nei primi 15 giorni dello status di assedio. Arana inoltre impose un codice di abbigliamento, vietando le minigonne per le donne e i capelli lunghi per gli uomini. I giornalisti stranieri, citando alte fonti nel governo, parlarono dell'esecuzione di 700 persone da parte delle forze di sicurezza e delle squadre della morte nei primi due mesi di Stato di assedio. La notizia venne avvalorata nel gennaio del 1971 da un bollettino segreto della U.S. Defense Intelligence Agency nel quale si parlava della eliminazione di centinaia di sospetti “terroristi e banditi” nelle campagne del Guatemala da parte delle forze di sicurezza.
Mentre la repressione del governo continuava nelle campagne, il maggior numero di vittime durante il governo di Arana riguardava residenti della capitale. Gli “Special commandos” dei militari e del Quarto corpo della Polizia nazionale agivano “sotto il controllo del governo ma al di fuori delle regole processuali”, sequestrando, torturando e uccidendo migliaia di simpatizzanti di sinistra, studenti, sindacalisti e criminali comuni a Città del Guatemala. Nel novembre 1970, la Polizia giudiziaria venne formalmente sciolta e una nuova agenzia di intelligence semi-autonoma della polizia venne creata con il nome di Corpo detective; i suoi membri agivano in borghese, con il tempo divenne nota per la repressione. Uno dei metodi di tortura usati all'epoca dalla polizia consisteva nel posizionare un cappuccio sulla testa della vittima e riempirlo di insetticida fino al punto di soffocamento.
Tra le prime vittime dello Stato di Assedio di Arana si registrarono i suoi critici nella stampa e nell'università. Nella capitale, il 26 novembre 1970, le forze di sicurezza sequestrarono e fecero scomparire i giornalisti Enrique Salazar Solorzano e Luis Perez Diaz, una chiara rappresaglia per gli articoli che condannavano la repressione. Il 27 novembre venne trovato assassinato Julio Camey Herrera, professore di diritto e critico del governo. Il giorno seguente scomparirono Humberto Gonzalez Juarez, proprietario di una stazione radio, il suo socio in affari Armando Bran Valle e una segreteria; i loro corpi furono ritrovati in un burrone. Nel 1975, un ex membro del Corpo Detective della Polizia nazionale, incarcerato per un omicidio non politico, ricevette un attestato di stima per l'assassinio.
Nell'ottobre 1971, più di 12 000 studenti dell'Università di San Carlos del Guatemala parteciparono ad uno sciopero generale contro gli omicidi di studenti da parte delle forze di sicurezza; si chiedeva anche la fine dello Stato di assedio. Il 27 novembre 1971, i militari risposero con un blitz nel campus principale dell'università, lo scopo era trovare delle armi. Per tale azione vennero mobilitati 800 uomini, carri armato, elicotteri e auto corazzate. Furono portate avanti delle ricerche in ogni stanza ma non trovarono nulla.
In questo periodo, nella capitale emersero un certo numero di squadre della morte, gestite dalla polizia e dai servizi segreti. Il 13 ottobre 1972, durante un incidente, dieci persone furono accoltellate a morte in nome di uno squadrone della morte conosciuto come l'avvoltoio vendicatore. Fonti del governo guatemalteche, confermate dal Dipartimento di Stato USA, confermano che l'avvoltoio vendicatore e altre squadre della morte in quel periodo agivano come una “cortina fumogena” per azioni illegali, poste in essere dalla Polizia nazionale contro criminali comuni. Un'altra infame squadra della morte era la Ojo por Ojo (occhio per occhio), in un telegramma del Dipartimento di Stato USA veniva descritta come composta in larga parte da militari, con la cooperazione di alcuni civili. La Ojo por Ojo, portò avanti torture, omicidi e mutilazioni contro i civili collegati al PGT o sospettati di collaborazione con il FAR nella prima metà degli anni '70.
Secondo Amnesty International e locali organizzazioni per i diritti umani, come la Commissione dei Parenti di persone scomparse, più di 7 000 oppositori delle forze di sicurezza sparirono o furono ritrovate morte tra il 1970 e 1971, seguite da altre 8 000 tra il 1972 – 73. Nel periodo tra gennaio e settembre 1973, la Commissione per i Diritti Umani del Guatemala documentò la morte e la scomparsa forzata di 1 314 individui a causa delle squadre della morte. La stessa commissione stimò che tra il 1970 e il 1974 20 000 persone furono uccise o scomparvero. Amnesty International, nel rapporto 1972 – 1973, indicava il Guatemala tra i paesi con la più grave emergenza in termini di rispetto dei diritti umani e citava l'alto numero di civili scomparsi come uno problema costante e gravissimo. Nel complesso, tra il 1966 e il 1973, 42 000 civili guatemaltechi furono uccisi o scomparvero.

## Franja Transversal del Norte

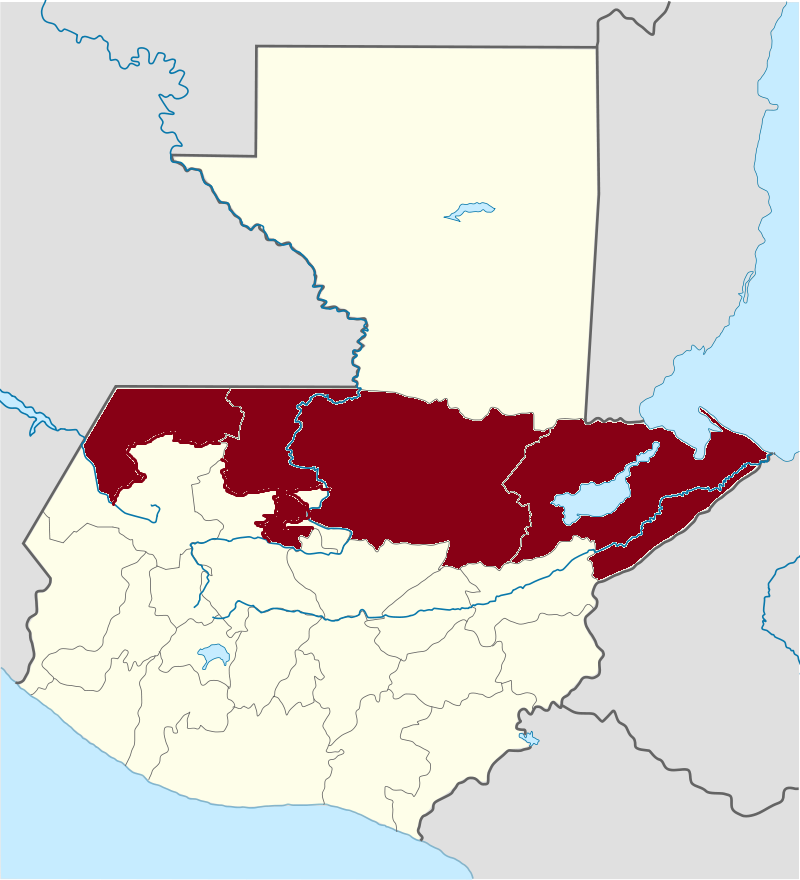
Mappa della Franja Transversal del Norte - Northern Transversal Strip

Il primo progetto di colonizzazione riguardante la Franja Transversal del Norte venne portato avanti a Sebol-Chinajá, nell'Alta Verapaz. Sebol venne considerato un punto strategico sulla via che attraversava il fiume Cancuén, la quale si collegava con Petén attraverso il fiume Usumacinta sul confine con il Messico; all'epoca l'unica via di collegamento era una strada malmessa fatta costruire dal Presidente Lázaro Chacón nel 1928. Nel 1958, durante il governo del generale Miguel Ydígoras Fuentes, la Banca di Sviluppo Inter-americana finanziò i progetti infrastrutturali a Sebol. Nel 1960, il capitano dell'esercito Fernando Romeo Lucas Garcia ereditò le fattorie Saquixquib e Punta de Boloncó nel nord-est del Sebol. Nel 1963, il capitano acquistò la fattoria "San Fernando" El Palmar de Sejux e la vicina fattoria "Sepur". In questi anni il capitano Lucas faceva parte del parlamento guatemalteco e influenzò il Congresso affinché aumentasse gli investimenti in quelle aree.
In questi anni l'importanza della regione risiedeva nel bestiame, nell'esportazione di legname e nelle ricchezze archeologiche. Furono garantiti contratti di costruzione ad aziende multinazionali come la Murphy Pacific Corporation della California, le quali investirono 30 milioni di dollari per la colonizzazione del Petén e dell'Alta Verapaz meridionale e costituirono la North Impulsadora Company. La colonizzazione dell'area venne portata avanti mediante un processo che garantiva ai contadini locali le zone inospitali della Franja Transversal del Norte.
Nel 1962, il DGAA divenne l'Istituto Nazionale per le Riforme Agrarie (INTA), attraverso il decreto 1551 che creò la legge per la trasformazione agraria. Nel 1964 l'Istituto in questione individuò la geografia della Franja come una zona settentrionale dei dipartimenti di Huehuetenango, Quiché, Alta Verapaz e Izabal; nello stesso anno i sacerdoti dell'Ordine di Maryknoll e dell'Ordine del Sacro Cuore attuarono il primo processo di colonizzazione, insieme all'INTA portarono i coloni dal settori del Huehuetenango a quello dello Ixcán nel Quiché.
(Decreto 60-70, articolo 1)
La Northern Transversal Strip venne ufficialmente istituita nel 1970 durante il governo del Generale Carlos Arana Osorio, attraverso il decreto legislativo 60-70 per lo sviluppo dell'agricoltura.

### Ejército Guerrillero de los Pobres
Il 19 gennaio 1972, membri di un nuovo movimento guerrigliero del guatemalteco, provenienti dal Messico, entrarono a Ixcán e furono accolti da molti contadini; dopo alcune missioni esplorative nella municipalità di Cotzal, il gruppo decise di stabilire la propria base sotto le montagne dello Xolchiché, nella municipalità di Chajul.
Nel 1974 il gruppo ribelle tenne la sua prima conferenza stampa, nella quale definì la sua strategia per i mesi a venire e chiamò se stesso Ejército Guerrillero de los Pobres (Esercito guerrigliero dei poveri - EGP). Nel 1975 l'organizzazione aveva allargato la sua presenza alle zone montagnose delle municipalità settentrionali di Nebaj e Chajul. Come parte della sua strategia, l'EGP decise di porre in essere delle azioni famigerate il cui obiettivo era anche quello di simboleggiare l'istituzione di una “giustizia sociale” contro le inefficienze e l'inerzia del sistema giudiziario e amministrativo dello Stato. Inoltre il gruppo tentava, con queste azioni, di la popolazione indigena ad identificarsi con la ribellione ed entrare nelle file movimento. Come parte del loro piano, i ribelli decisero di eseguire delle “esecuzioni”; per stabilire chi sarebbe stato sottoposto a queste “esecuzioni”, l'EGP raccolse le denunce delle comunità locali. Ad esempio, furono selezionate due vittime: Guillermo Monzón, un Commissario militare dello Ixcán, e José Luis Arenas, il più grande possidente terriero della zona; presumibilmente furono i suoi lavoratori che riportarono all'EGP le notizie degli abusi e dei conflitti con gli insediamenti vicini.

## Movimenti di massa per le riforme sociali: 1974-1976
Le forze ribelli, per molti anni dopo l'instaurazione dello “stato di assedio”, rimasero inattive, sconfitte e demoralizzate su tutti i fronti. Le disuguaglianze economiche estreme rimasero, aggravate anche da fattori esterni come la Crisi energetica del 1973, la quale portò ad un aumento dei prezzi del cibo, taglio delle scorte di petrolio e crollo della produzione agricola. La situazione costrinse ad importare dall'estero beni ed i fertilizzanti. Durante le elezioni presidenziali del 1974, una spregiudicata frode elettorale permise al colonnello Arana di scegliere il suo successore, il generale Kjell Eugenio Laugerud García, il quale aveva già lavorato con Arana nel 1966-68 durante la campagna anti-terrorismo nello Zacapa e, al momento della sua nomina, era ministro della difesa. Laugerud, come il suo predecessore, rappresentava l’alleanza delle forze di destra, composte dal MLN (Movimento di Liberazione Nazionale) e dal Partito Democratico Istituzionale, contro l’alleanza di centro-sinistra promossa dal generale Efraín Ríos Montt (Presidente negli anni 1982-83) dei Cristiano Democratici e dall’economista di sinistra Alberto Fuentes Mohr. Inflazione, squilibri, l’indignazione per le frodi elettorali e il malcontento per le violazioni dei diritti umani generarono violente proteste e atti di disubbidienza civile. Emerse un movimento di massa che persistette per buona parte del decennio.
In coincidenza con l’elezione di Kjell Laugerud si ebbe l’ascesa di organizzazione di lavoratori come il CUC (Comitato Unità Contadina). Quando il cominciò ad organizzarsi nel paese, nei primi anni 70’, più di 300 000 contadini lasciavano ogni anno l’altopiano del Guatemala per lavorare nelle piantagioni sulle coste del Pacifico per migliorare i loro minuscoli guadagni. Il CUC era la prima organizzazione di lavoratori a guida indigena e la prima ad unire Ladini e Indigeni nello sforzo per migliorare le condizioni del lavoro. Il fenomeno della crescita delle cooperative poteva essere attribuito all'atteggiamento del nuovo governo militare il quale, almeno in apparenza, sostenesse la creazione di cooperative e di unioni per migliorare le condizioni dei lavoratori. A differenza del colonnello Arana, il generale Laugerud non incominciò il suo mandato utilizzando la repressione militare per consolidare il potere, invece che zittire i lavoratori attraverso la violenza tentò di trovare soluzioni negoziate ai problemi tra questi e le industrie. Il supporto pubblico fornito alla cooperative sotto il governo del Generale Laugerud spinse l’Agenzia americana per lo sviluppo internazionale a concedere al Guatemala 4.500 000 dollari per finanziare l’acquisto di fertilizzanti e altro materiale, mentre la Banca di Sviluppo Inter-Americana concesse 15 000.000 di dollari per lo “sviluppo cooperativo” all’inizio del 1976.
A partire dall’inizio del mandato, il sostegno dato dal governo alla crescita delle cooperative ebbe una doppia natura. Ciò venne evidenziato dal costante uso di azioni terroristiche nei confronti delle cooperative rurali da parte delle forze di sicurezza e dalle dichiarazioni del generale Laugerud che le indicò come una facciata del comunismo sovietico. Inoltre, nel 1975, si ebbero diversi azioni di guerriglia nello Ixcàn e questo determinò un duro contraccolpo da parte del governo e molti leader di cooperative furono individuati e assassinati.
L’utilizzo del terrore da parte del governo nei confronti delle cooperative ebbe un punto di svolta sabato 7 giugno 1975 quando venne ucciso un importante proprietario terriero, Josè Luis Arenas, all’interno della sua fattoria “La Perla”. Di fronte al suo ufficio si trovavano due o trecento lavoratori circa in attesa di ricevere il salario; nascosti in mezzo a loro c’erano quattro membri dell’EPG, i quali distrussero le comunicazioni radio e uccisero Arenas. Dopo l’omicidio, i guerriglieri parlarono ai lavoratori con la lingua Ixil informandoli che erano membri dell’Armata Guerrigliera dei Poveri e avevano ucciso la “Tigre dello Ixcàn” per i suoi crimini contro la comunità. I miliziani fuggirono verso Chajul, mentre il figlio di Arenas, il quale si trovava in quel momento a San Luis Ixcàn, si rifugiò nelle vicine montagne e attese l’arrivo di un aereo che lo avrebbe portato direttamente al Palazzo Presidenziale a Città del Guatemala. Una volta arrivato riportò immediatamente il fatto al Ministro della Difesa, il generale Fernando Romeo Lucas Garcia, il quale replicò “Vi state sbagliando, non ci sono guerriglieri nell’area”.
Nonostante il Ministro della Difesa negasse la presenza di guerriglieri, il governo rispose con il rapimento e l’uccisione sistematica di molti leader di cooperative. Il 7 luglio 1975, un mese dopo l’omicidio di Arenas, un contingente di paracadutisti giunsero al mercato di Ixcàn Grande, sequestrarono 30 persone, membri della cooperativa Xalbal, e li portarono via in elicottero; tutti “scomparvero”. Il caso dei trenta scomparsi del 7 luglio, come diversi altri casi di “scomparsi” appartenenti alla stessa cooperativa, furono citati in un discorso ufficiale del generale Kjell Laugerud nel novembre 1975. Il Ministro dell’Interno rispose negando che le persone “scomparse” fossero state rapite dal governo.

Nel luglio 1975, lo stesso mese in cui 30 membri di cooperative "scomparvero" tutt'insieme nello Ixcan, venne pubblicata sulla stampa una lettera di minacce, firmata dalla squadra della morte MANO,  inviata alle cooperative di Città del Guatemala: 
Un totale di 60 leader di cooperative venne assassinato o "scomparve" nello Ixcan tra giugno e dicembre 1975; inoltre 163 tra capi villaggio e leader di cooperative venne ucciso dalle squadre della morte tra il 1976 e il 1978. Ritenendo che la Chiesa Cattolica costituisse la base sociale principale dell'EGP il regime incominciò a individuare delle categorie per i catechisti. Tra novembre 1976 e dicembre 1977 le squadre della morte uccisero 143 catechisti dell'azione cattolica appartenenti alla Diocesi di El Quiche. I documenti che testimoniano gli assassini e le sparizioni forzate avvenuti in questo periodo rappresentano solo una piccola parte del reale numero di morti provocati dalle forze governative, soprattutto nelle montagne degli indigeni dove molti omicidi non furono riportati.
Il 4 febbraio 1976 un devastante terremoto di 7.5 MMS sconvolse il Guatemala. Più di 23 000 persone morirono e circa un milione furono gli sfollati. Il terremoto ebbe delle conseguenze anche a livello politico: la palese incapacità e corruzione del governo nella gestione degli effetti del sisma portò ad una crescita delle organizzazioni indipendenti e molti sopravvissuti divennero critici nei confronti del governo. Il sistema politico era incapace di garantire di il welfare alla popolazione. Nel post-sisma un maggior numero di cittadini chiedeva riforma strutturali e molti individuarono il governo come responsabile per questi investimenti. Nei poveri barrios la popolazione, particolarmente colpita dal terremoto a causa delle misere infrastrutture, fu aiutata dagli abitanti quartieri vicini per il salvataggio dei sopravvissuti, tumulazione dei morti, distribuzione dell'acqua, nella ricostruzione e nel contrasto ai criminali. Il post-sisma produsse molte pressioni politiche sul governo militare per quanto riguarda l'approvazione delle riforme. Le forze di sicurezza si avvantaggiarono dalla situazione di disordine per portare avanti una serie di assassini politici, circa 200 casi furono documentati da Amnesty International. Dopo il terremoto le montagne indigene vissero una fase di aumento della militarizzazione, accompagnate da un allargamento delle operazioni antiterrorismo.
Nello stesso periodo il governo guatemalteco subiva un progressivo isolamento a livello internazionale. Nel 1977 il Presidente americano Jimmy Carter indicò il Guatemala e molti altri regimi del sud America tra i destinatari di una riduzione degli aiuti militari, in linea con il paragrafo 502B del Foreign Assistance Act, il quale stabiliva che non sarebbero stati concessi aiuti a governi coinvolti in gravi violazioni dei diritti umani internazionalmente riconosciuti.

## La transizione tra i regimi di Laugerud e di Lucas Garcia
Lucas Garcia era il candidatato ideale per le elezioni presidenziali del 1978, vista la sua superiorità rispetto alle élite militari ed economiche e tenendo presente che parlava perfettamente il q'ecki, una delle lingue indigene del Guatemala; per rafforzare la sua immagine venne affiancato dal dottore Francisco Villagràn Kramer, vicino alla sinistra, come compagno di corsa. Questi era conosciuto per le sue idee democratiche, avendo partecipato alla Rivoluzione del 1944, ed era legato agli interessi delle grosse compagnie transnazionali e alle elites, era uno dei principali consulenti delle camere di commercio agricole, industriali e finanziarie del Guatemala.
La vittoria elettorale non fu semplice, nonostante la democrazia fosse solo di facciata, e il regime impose Lucas Garcìa, screditando ulteriormente il sistema elettorale, il quale aveva già patito l'imposizione del generale Laugerud nel 1974.
Nel 1976 un gruppo studentesco chiamato "FRENTE" nacque nell'Università di San Carlos e spazzò via tutte le figure del corpo studentesco che erano state elette nell'anno stesso. I leader del FRENTE erano in gran parte membri dei Giovani lavoratori patriottici, la corrente giovanile del Partito guatemalteco del lavoro Partido Guatemalteco del Trabajo- (PGT), il partito comunista guatemalteco che aveva lavorato nell'ombra da quando, nel 1954, venne dichiarato illegale. A differenza di altre formazioni marxiste del Guatemala, i leader del PGT credevano nei movimenti di massa per conquistare il potere attraverso le elezioni.
Il FRENTE fece utilizzo del suo potere all'interno delle associazioni studentesche per lanciare una campagna politica in vista delle elezioni generali del 1978, alleandosi con gli studenti di sinistra facenti parte del gruppo "Avanguardia Universitaria". L'alleanza fu efficace e Oliverio Castañeda de León venne eletto come Presidente del Corpo Studentesco e Saúl Osorio Paz Presidente dell'Università; inoltre strinsero alleanza con l'Unione dei lavoratori universitari mediante i loro contatti con il PGT. Osario Paz diede spazio e sostenne il movimento studentesco, anziché avere un rapporto conflittuale con lo stesso; molti rappresentanti lavorarono insieme per costruire un'istituzione educativa di alto livello, in vista di più alte proiezioni a livello sociale. Nel 1978 l'Università di San Carlo divenne uno degli enti con il peso politico più elevato del Guatemala; lo stesso anno il movimento studentesco, facoltà e il Consejo Superior Universitario (l'organo di governo dell'Università), si unirono contro il Governo e si mostrarono favorevoli all'apertura di maggiori spazi per i settori più bisognosi. Il Corpo studentesco, per ampliare la sua diffusione nell'università, riaprì la Casa dello Studente nel centro di Città del Guatemala, presso la quale accolsero e sostennero le famiglie dei contadini e dei villaggi già sensibilizzati a livello politico; inoltre organizzarono gruppi di lavoro nel mercato nero.

## Presidenza di Lucas Garcia
Romeo Lucas Garcia aumentò lo stato di terrore attraverso la repressione nei confronti delle forze di sinistra, anche se nella pratica erano molto frequenti gli omicidi dei civili; ciò determinò una rivolta nella capitale.

### Guerra civile nella Capitale
In risposta al crescente numero di sparizioni e di omicidi, la ribellione incominciò colpendo i membri delle forze di sicurezza; il primo assassinio fu quello di Juan Antonio “El Chino” Lima Lopez, noto torturatore e vice comandante del Commando VI della Polizia nazionale, avvenuto il 15 gennaio 1980.  Il giorno della sua morte Lima Lopez indossava un anello distintivo dell’esercito statunitense. La Polizia nazionale dichiarò che Lima Lopez era alla guida della propria auto mentre si allontanava dalla sua abitazione posta nel centro di Città del Guatemala, quando un'auto si affiancò e un killer aprì il fuoco, uccidendolo all’istante. Nessuno dei gruppi ribelli rivendicò l’azione.
Il 31 gennaio 1980 un gruppo di contadini sfollati Maya Quiché e Ixil occuparono l’Ambasciata spagnola a Città del Guatemala per protestare contro i sequestri e gli omicidi compiuti dall’esercito a Uspantán. I funzionari del governo, incluso il capo della polizia, li indicò come guerriglieri, collaboratori e sovversivi, mettendo in guardia la popolazione, tramite la radio e televisione, a non farsi ingannare dal loro aspetto di contadini. Presso il Palazzo Nazionale si tenne un incontro speciale tra il Presidente Romeo Lucas, il colonnello Germán Chupina Barahona e il Ministro dell’Interno Donaldo Álvarez Ruiz. Nonostante la richiesta di negoziati avanzata dall’ambasciatore spagnolo Máximo Cajal López, il Gabinetto del generale Lucas Garcia prese la decisione di forzare l’espulsione del gruppo dall’ambasciata. Poco prima di mezzogiorno circa 300 agenti pesantemente armati circondarono l’area, impedendo il traffico veicolare e tagliando l’approvvigionamento dell’acqua, le linee elettriche e telefoniche. Agli ordini del tenente colonnello Pedro Garcia, il Commando VI della Polizia Nazionale procedette all’occupazione del primo e del terzo piano dell’immobile, tra le proteste dell’ambasciatore Cajal che li accusava di violare il diritto internazionale. I contadini si barricarono nell’ufficio dell’ambasciatore secondo piano, insieme allo staff dell’ambasciata e agli ufficiali guatemaltechi ospiti. Ne seguì uno scontro a fuoco, come il Commando VI aveva previsto, e 36 persone rimasero uccise. I funerali delle vittime, tra le quali figurava Vicente Menchú, padre di Rigoberta Menchú Tum, attirarono centinaia di migliaia di persone, e venne creato un nuovo gruppo guerrigliero, il Frente patriotico 31 de denero (Fronte patriottico del 31 gennaio), in commemorazione della data. L’incidente venne indicato come il “l’evento definitivo” della guerra civile in Guatemala. Il governo rilasciò una dichiarazione secondo la quale il commando venne fatto intervenire su richiesta dell’ambasciatore spagnolo e che gli occupanti dell’ambasciata, definiti come “terroristi”, uccisero gli ostaggi e successivamente sacrificarono loro stessi. L’ambasciatore Cajaò negò quanto dichiarato dal Guatemala e pose fine alle relazioni diplomatiche con il paese, definendo l’azione come “la più elementare violazione delle norme di diritto internazionale”. Le relazioni tra Spagna e Guatemala non furono normalizzate fino al 22 settembre 1984.
Il clima di paura imposto nella capitale dal governo Lucas si mantenne dal 1980 al 1981. Omicidi politici e sparizioni di residenti erano la normalità e i cittadini vivevano nel terrore delle squadre della morte. Una campagna coordinata contro i sindacati venne portata avanti dalla Polizia Nazionale guidata dal Colonnello German Chupina, il quale aveva stretti rapporti con la Camera di Commercio americana e molti dirigenti d’azienda. Il manager della Coca cola a Città del Guatemala, John C. Trotter del Texas, era un amico personale di Chupina.  Sembra che Trotter avesse contattato telefonicamente Chupina in merito alle attività del sindacato nello stabilito e successivamente molti sindacalisti sparirono o furono ritrovati assassinati. Nel febbraio e nel marzo 1980 i ribelli tentarono, senza riuscirvi, di eliminare il colonnello Chupina e il Ministro dell’Interno Donaldo Álvarez.
In episodio del 21 giugno 1980, 60 agenti in borghese, probabilmente appartenenti al Corpo dei Detective, sequestrarono 27 membri del Sindacato nazionale dei lavoratori mentre era in corso un attacco contro la loro sede, durante il quale agenti in divisa avevano bloccato le strade. I sindacalisti furono portati via con delle jeep prive di segni di riconoscimento oppure costringendoli a salire nelle loro automobili. Tutti i 27 sindacalisti sparirono mentre erano sotto la custodia della polizia. Tra i sindacalisti sequestrati figuravano alcuni rappresentanti di quei lavoratori assunti presso la Coca cola di John Trotter.